# Bassussarry
Bassussarry (Baskisch: Bsussarri) is een gemeente in het Franse departement Pyrénées-Atlantiques (regio Nouvelle-Aquitaine). De plaats maakt deel uit van het arrondissement Bayonne en ligt in de Baskische provincie Labourd. Bassussarry telde op 1 januari 2022 3.317 inwoners.

## Geografie
De oppervlakte van Bassussarry bedroeg op 1 januari 2022 6,51 vierkante kilometer; de bevolkingsdichtheid was toen 509,5 inwoners per km².

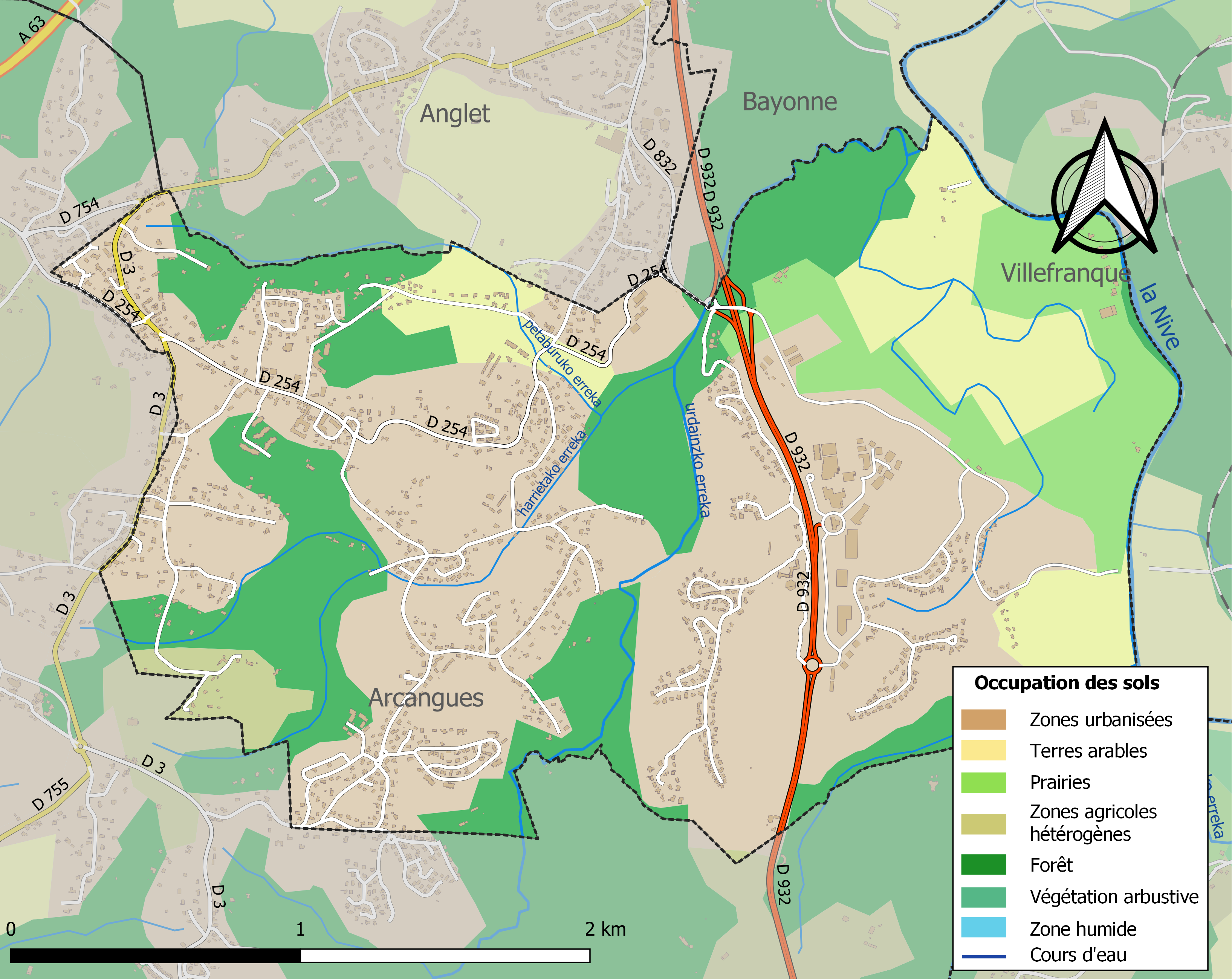
Kaart van de gemeente met belangrijkste infrastructuur, bodemgebruik en omliggende gemeenten

## Demografie
Onderstaande figuur toont het verloop van het inwonertal (bron: INSEE-tellingen).